# Теодебальд
Теодебальд I (фр. Théodebald, Thibaut; бл. 535-555) — король франків у 548-555 роках. Правив Австразією. Син Теодеберта І та Деотерії.

## Правління
Став королем у віці 13 років через передчасну смерть свого батька. Перебував під наглядом свого вчителя. Григорій Турський називає його "злим" та стверджує, що він викликав страх та ненависть у народу. Боровся з розкраданням королівського майна.
На союз з Теодебальдом розраховували остготи, що вели в цей час запеклу боротьбу з Візантійською імперією в Італії. Вони відрядили посольство до правителя франків із проханням допомогти. Остготи підкреслювали, що Візантія після підкорення Апеннін може розпочати війну проти франків, виправдовуючись колишнім перебуванням їх території у складі Римської імперії. Проте невойовничий Теодебальд не погодився відновити франко-остготський союз, що фактично існував за правління Теодеберта І. Проте він не перешкоджав допомозі остготам з боку алеманських вождів Левтаріса та Бутілена, які вирушили з військом до Італії.
За часів правління Теодебальда посилився вплив королівської влади на церкву. Зокрема, незабаром після його сходження на престол відбувся собор єпископів у Меці під егідою короля, на якому всупереч волі місцевої громади єпископом Клермону був призначений архідиякон Каутин.

Франкське королівство у 548 р. (володіння Теодебальда виділено синім кольором)

## Родина та смерть
Жінкою Теодебальда була Вульдетрада, донька лангобардського короля Вахона та сестра мачухи Теодебальда Візігарди. Дітей не мав.
Теодебальд довгий час сильно хворів та через біль у нижній частині спини не міг випростатись. Він поступово втрачав життєві сили та помер у 555 р. на сьомому році правління. Хлотар I, одружившись з вдовою Теодебальда, приєднав його володіння до своїх. Проте через осуд єпископів відмовився від цього шлюбу та видав Вульдетраду за герцога Гарівальда.